# Río Sot
El río Sot, también llamado río Reatillo, es un río del este de la península ibérica, afluente del río Turia, que discurre por la provincia de Valencia, España. 

## Descripción
Nace aguas abajo del embalse de Buseo, en el paraje conocido con el nombre de Las Fuentes, y tiene una longitud aproximada de 40 km. De curso regular y enmarcado en un sistema rocoso, su recorrido por el término municipal de Sot de Chera, a escasos metros de este, dibuja bellos paisajes como los conocidos con los nombres de La Canal, Las Toscas o El Charco Gruñidor. Este último, es en realidad un remanso de agua situado a los pies de la misma población y es utilizado como zona de baño con la llegada del buen tiempo.
Este gran espacio público es el principal recurso turístico del municipio, haciendo que a lo largo del año sean numerosas las personas que se acercan a disfrutar de este agradable paraje.